# Wesley Clark

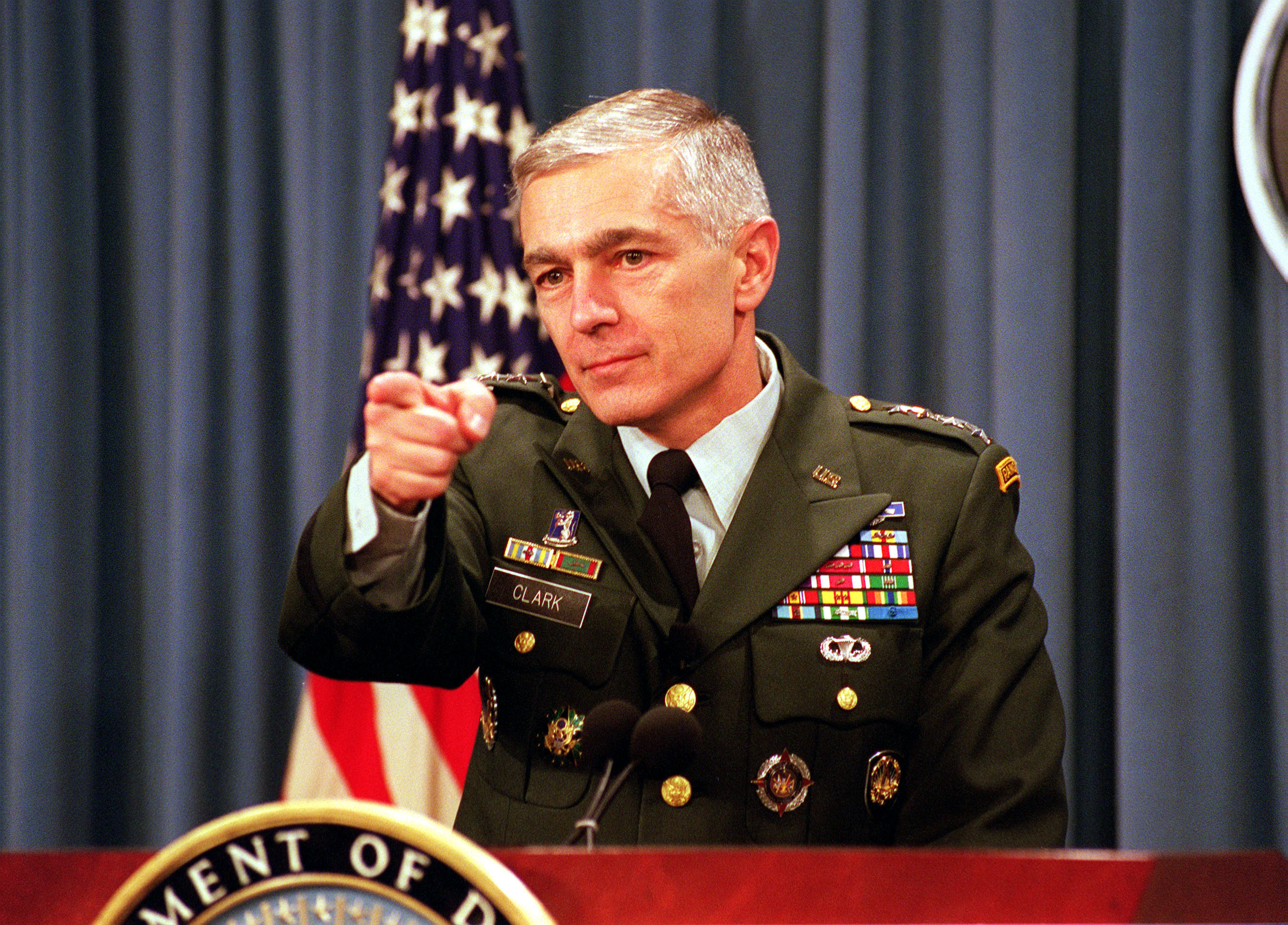
Gen. Wesley Clark podczas konferencji prasowej w 2000

Wesley Kanne Clark (ur. 23 grudnia 1944 w Chicago) – generał armii amerykańskiej w stanie spoczynku, w latach 1997–2000 naczelny dowódca Połączonych Sił Zbrojnych NATO w Europie, w 1999 dowódca operacji Allied Force wojsk NATO w Kosowie.

## Życiorys

### Dzieciństwo i młodość
Pradziadek Clarka pochodził z rodziny Żydów białoruskich. Ojciec Wesley Clarka Benjamin J. Kanne studiował prawo na uniwersytecie w Chicago i był w narodowych siłach rezerwy. W czasie I wojny światowej nie odbył żadnej misji bojowej spędzając ten czas w Chicago. W 1932 roku został delegatem na kongres wyborczy Partii Demokratycznej. Wesley Kanne Clark urodził się 23 grudnia 1944 w Chicago. Jego ojciec zmarł 6 grudnia 1948 roku. Po śmierci ojca Wesley i jego matka z uwagi na mniejsze koszty przenieśli się do Little Rock, w Arkansas.

### Kariera wojskowa
2 lipca 1962 roku wstąpił do Akademii Wojskowej Stanów Zjednoczonych w West Point. 21 maja 1969 roku został wysłany na wojnę wietnamską. Służył tam w ramach 1 Dywizji Piechoty. Pracował w sztabie przy planowaniu operacji wojskowych. Za swoje zasługi został odznaczony Brązową Gwiazdą. Objął dowództwo kompanii A, wchodzącej w skład 1 Batalion, 16 Regiment, 1 Dywizja Piechoty. W lutym Clark rozkazał żołnierzom zorganizowanie kontrofensywy przeciwko oddziałom Vietcongu. Podczas kontrataku został ranny w prawe biodro, prawe ramię, prawą dłoń i prawe kolano. Został przewieziony do Valley Forge Army Hospital w Phoenixville w Pensylwanii. Za walkę został odznaczony Srebrną Gwiazdą. Podczas służby w Wietnamie urodził mu się syn. Sam Clark przeszedł na katolicyzm.

### Po Wietnamie
W 1975 Clark został mianowany członkiem budżetowej komisji w Białym Domu, był także asystentem Jamesa Thomasa Lynna. Clark zwrócił się o pomoc dla weteranów, którzy uczestniczyli w wojnie wietnamskiej. Doprowadził do upamiętnienia weteranów na pomniku Vietnam Veterans Memorial. Od sierpnia 1976 do lutego 1978 był dowódcą amerykańskiej 1 Dywizji Pancernej. Za swoją służbę został odznaczony Meritorious Service Medal. Od lutego 1978 do czerwca 1979 był asystentem Alexandra Haiga.

### Operacje bałkańskie
W związku z wybuchem konfliktu w Bośni, w latach 1994–1998 sprawował funkcję dyrektora planowania strategicznego i polityki Połączonych Sztabów w amerykańskim Departamencie Obrony. Do jego zadań należało zbieranie informacji o przebiegu oraz o sposobach rozwiązania konfliktu. W roku 1995 był wiodącym wojskowym negocjatorem w rozmowach pokojowych, które doprowadziły do zawarcia kończącego trzyletnią wojnę domową w Bośni i Hercegowinie pokoju w Dayton. W 1997 został głównodowodzącym wojskami NATO w Europie. Na czas jego dowodzenia siłami NATO w Europie przypadła eskalacja albańsko-serbskiego konfliktu o serbską prowincję Kosowo. Między 24 marca a 20 czerwca 1999 roku sprawował najwyższe dowództwo wojskowe w natowskiej operacji powietrznej Allied Force nad Federalną Republiką Jugosławii, zmuszającej Serbię do zakończenia wojny o tę prowincję. W 2000 roku przeszedł w stan spoczynku.

### Kariera w cywilu
W 2004 ubiegał się o nominację Partii Demokratycznej na urząd prezydenta Stanów Zjednoczonych. Wycofał się z ubiegania o nominację przekazując głosy Johnowi Kerry’emu.

## Awanse
- podporucznik US Army –
- porucznik US Army – 1966
- kapitan US Army – 1968
- major US Army – 1974
- podpułkownik US Army – 1979
- pułkownik US Army – 1983
- generał brygadier US Army – 1989
- generał major US Army – 1992
- generał porucznik US Army – 1994
- generał US Army – 1996

## Odznaczenia
- Combat Infantry Badge
- Parachutist Badge
- Office of the Joint Chiefs of Staff Identification Badge
- Army Staff Identification Badge
- Defense Distinguished Service Medal – pięciokrotnie
- Distinguished Service Medal – dwukrotnie (1994, 2000)
- Srebrna Gwiazda (1970)
- Legia Zasługi – czterokrotnie (1979, 1983, 1986, 1991)
- Brązowa Gwiazda – dwukrotnie (1969, 1970)
- Purpurowe Serce (1970)
- Meritorious Service Medal – dwukrotnie (1977, 1985)
- Medal Pochwalny Armii – dwukrotnie (1969, 1974)
- Joint Meritorious Unit Citation (2000)
- National Defense Service Medal
- Medal „Za służbę w Wietnamie”
- Medal „Za kampanię w Kosowie”
- Army Service Ribbon
- Overseas Service Ribbon
- Vietnam Civil Actions Medal
- Medal „Za kampanię w Wietnamie” (1960)
- Prezydencki Medal Wolności
- Order Imperium Brytyjskiego (Wielka Brytania)
- Order Skanderbega (Albania)
- Wielka Wstęga Orderu Leopolda (Belgia)
- Order Jeźdźca z Madary (Bułgaria)
- Krzyż Komandorski Legii Honorowej (Francja)
- Oficer Narodowego Orderu Zasługi (Francja)
- Order Oranje-Nassau (Holandia)
- Wielki Krzyż Orderu Wielkiego Księcia Giedymina (Litwa)
- Order Zasługi Wielkiego Księstwa Luksemburga
- Krzyż Wielki Orderu Zasługi RFN
- Krzyż Komandorski z Gwiazdą Orderu Zasługi Rzeczypospolitej Polskiej[2][3]
- Krzyż Wielki Medalu Zasług Wojskowych (Portugalia)
- Medal „Za kampanię w Wietnamie” (Vietnam Campaign Medal – Wietnam)
- Krzyż Wielki Orderu Wojskowego Italii (Włochy)
- Srebrny Order Wolności Republiki Słowenii (Słowenia, 2000)[4]
- Order Wolności (Kosowo, 2019)[5]